# Präfekturmuseum Saga
Das Präfekturmuseum Saga (jap. 佐賀県立博物館, Saga Kenritsu Hakubutsukan) wurde 1970 im äußeren Bereich des Schlossareals der japanischen Stadt Saga zum hundertjährigen Jubiläum des Beginns der Meiji-Zeit errichtet.
Die permanente Ausstellung zeigt Objekte zur Naturgeschichte, Archäologie, Geschichte, Kunst, Handwerk und dem Volksleben der Präfektur, die sich in etwa mit dem vormaligen Lehen der Familie Nabeshima deckt. Der Eintritt ist, Sonderausstellungen ausgenommen, frei. Die Jahresberichte des Museums zu den Aktivitäten und Sonderausstellungen sind in Form von PDF-Dateien frei abrufbar.
In unmittelbarer Nachbarschaft befindet sich das Präfekturkunstmuseum Saga (佐賀県立美術館, Saga Kenritsu Bijutsukan), das 1983 zum Gedenken an das hundertjährige Jubiläum der Präfektur eingeweiht wurde.

## Bildergalerie

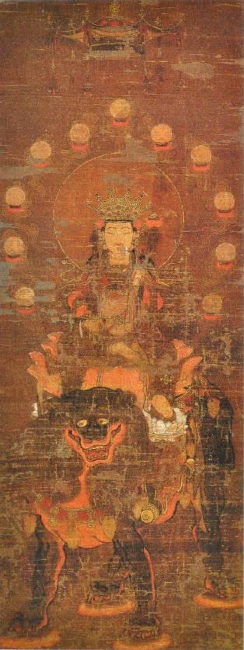
Monju Boddhisatva (Manjushri) aus dem Shingon-Tempel Tanjō-in Kashima (Saga)
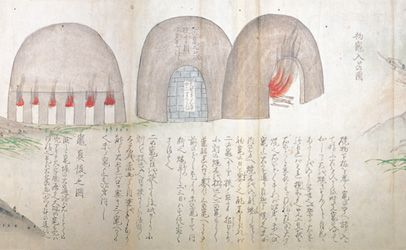
Keramik-Brennöfen in einer Beschreibung der Regionalprodukte des Lehens Saga (Edo-Zeit)
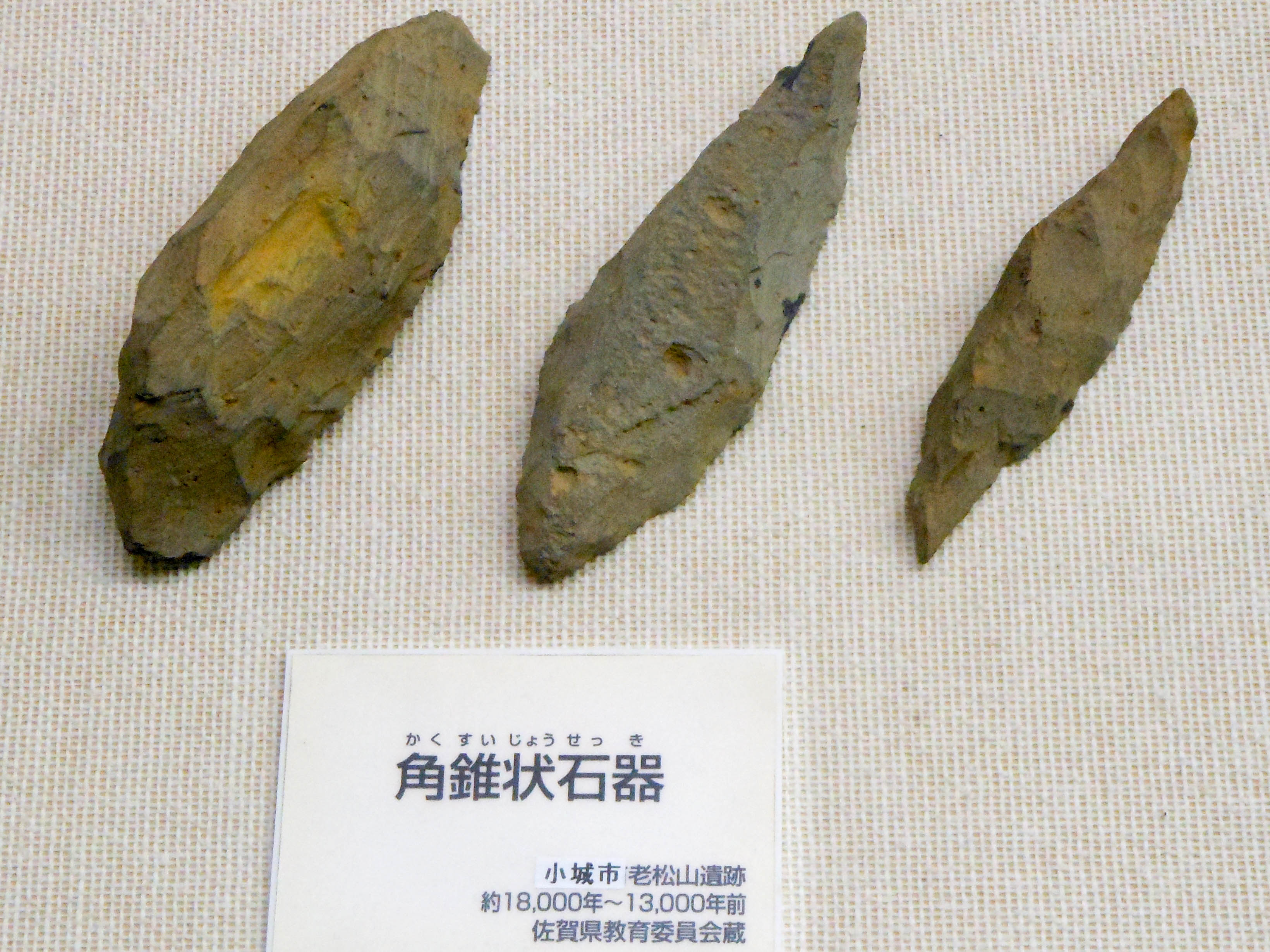
Steinwerkzeuge aus Oimatsuyama (Paläolithikum/Frühe Jōmon-Zeit)
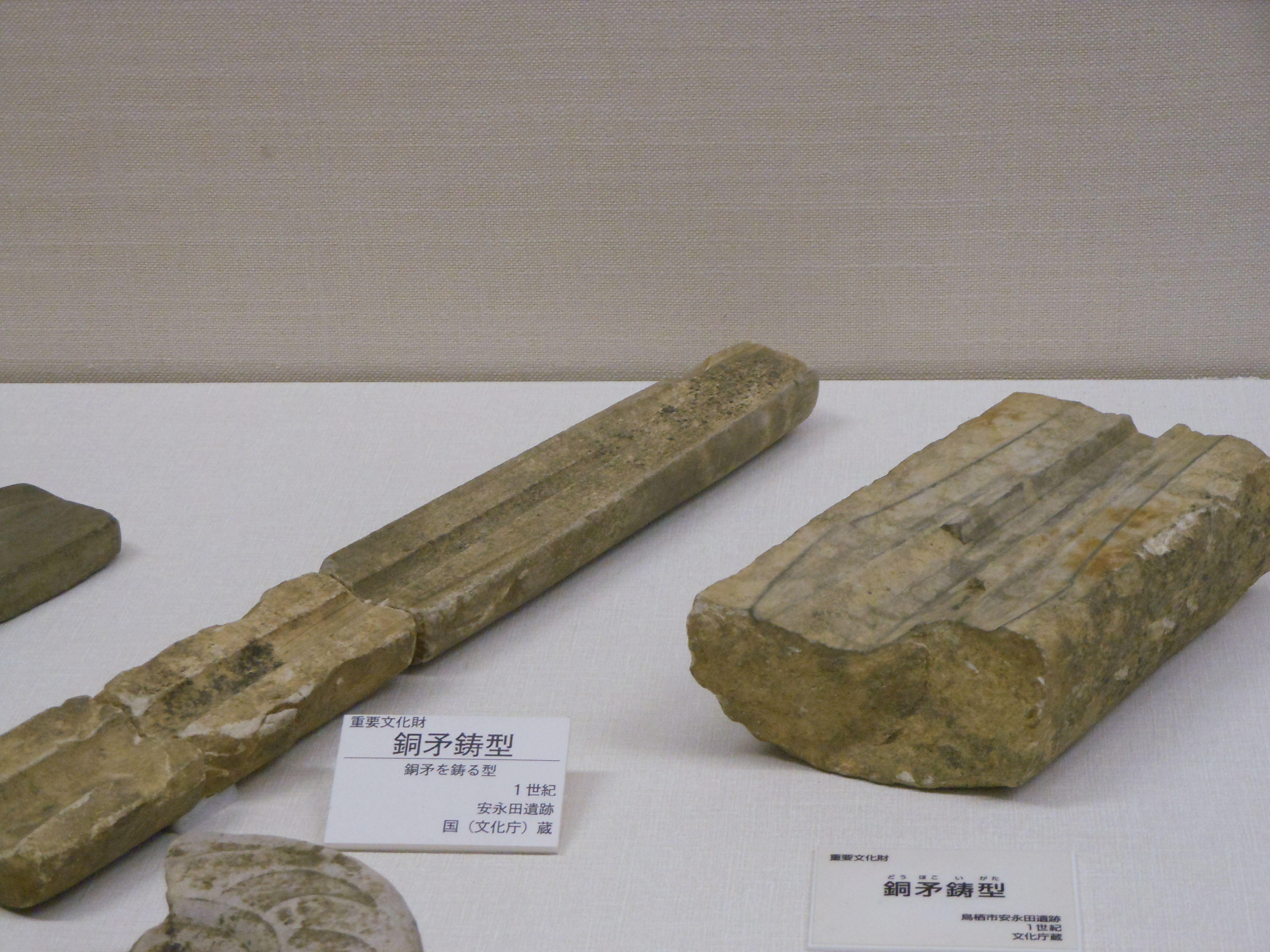
Gussformen für Bronze-Hellebarden  aus dem 1. Jh. (Nationales Kulturgut)
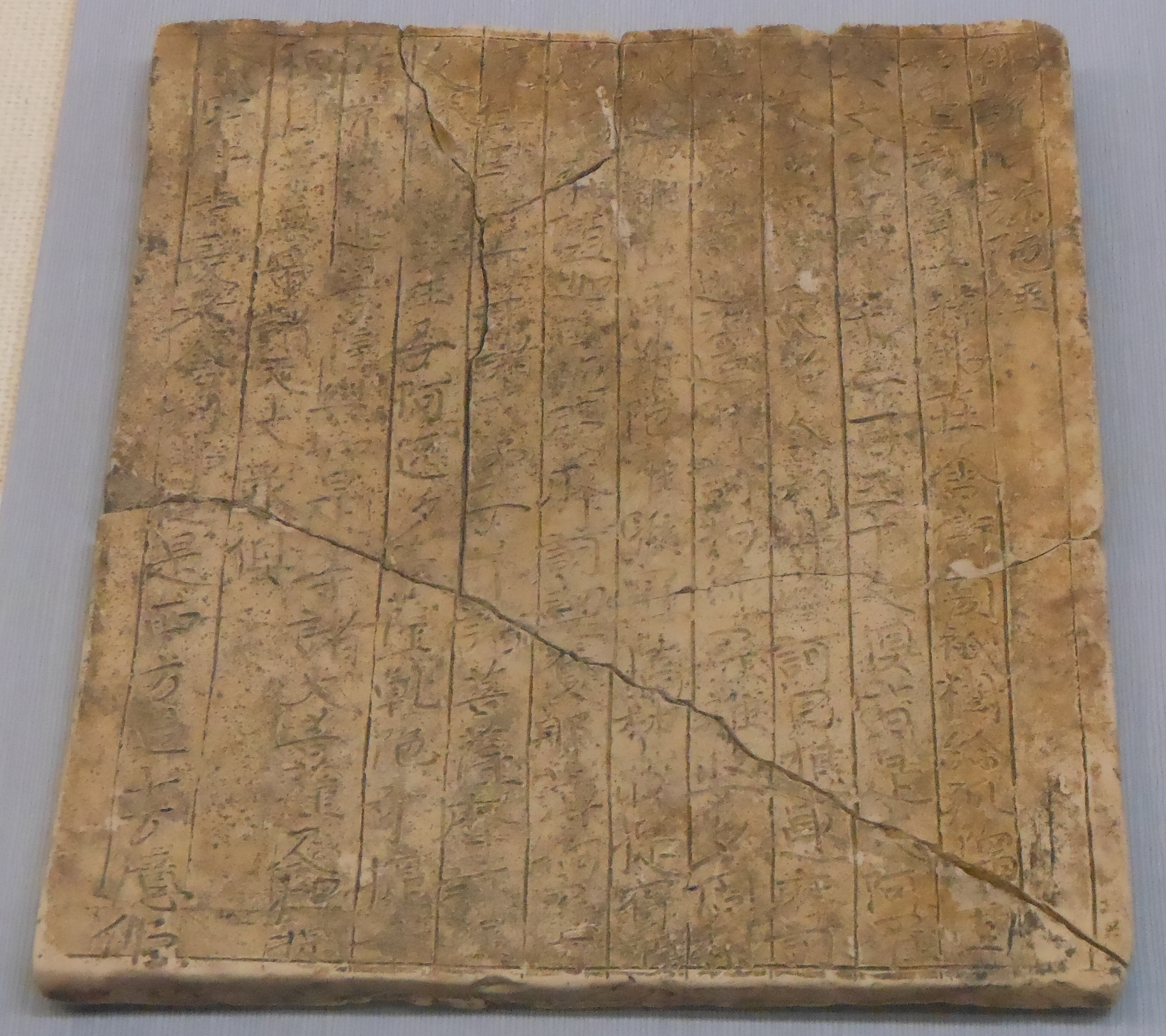
Amida-Sutra (1114) aus dem Sutrenhügel Hizen-Tsukiyama (Nationales Kulturgut)
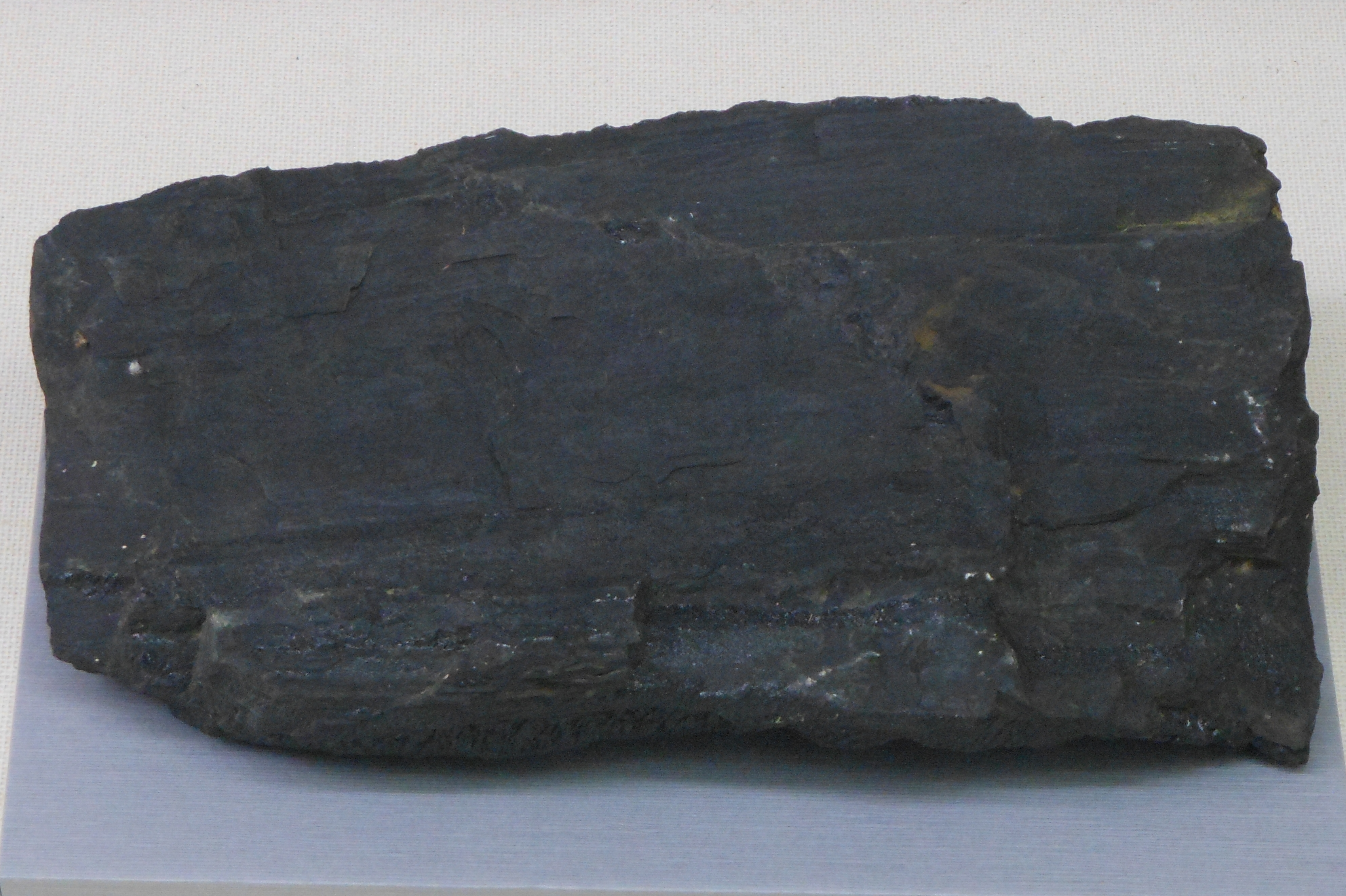
Das letzte Stück Steinkohle des Nishiki-Kohlenbergwerks (Saga 1972)
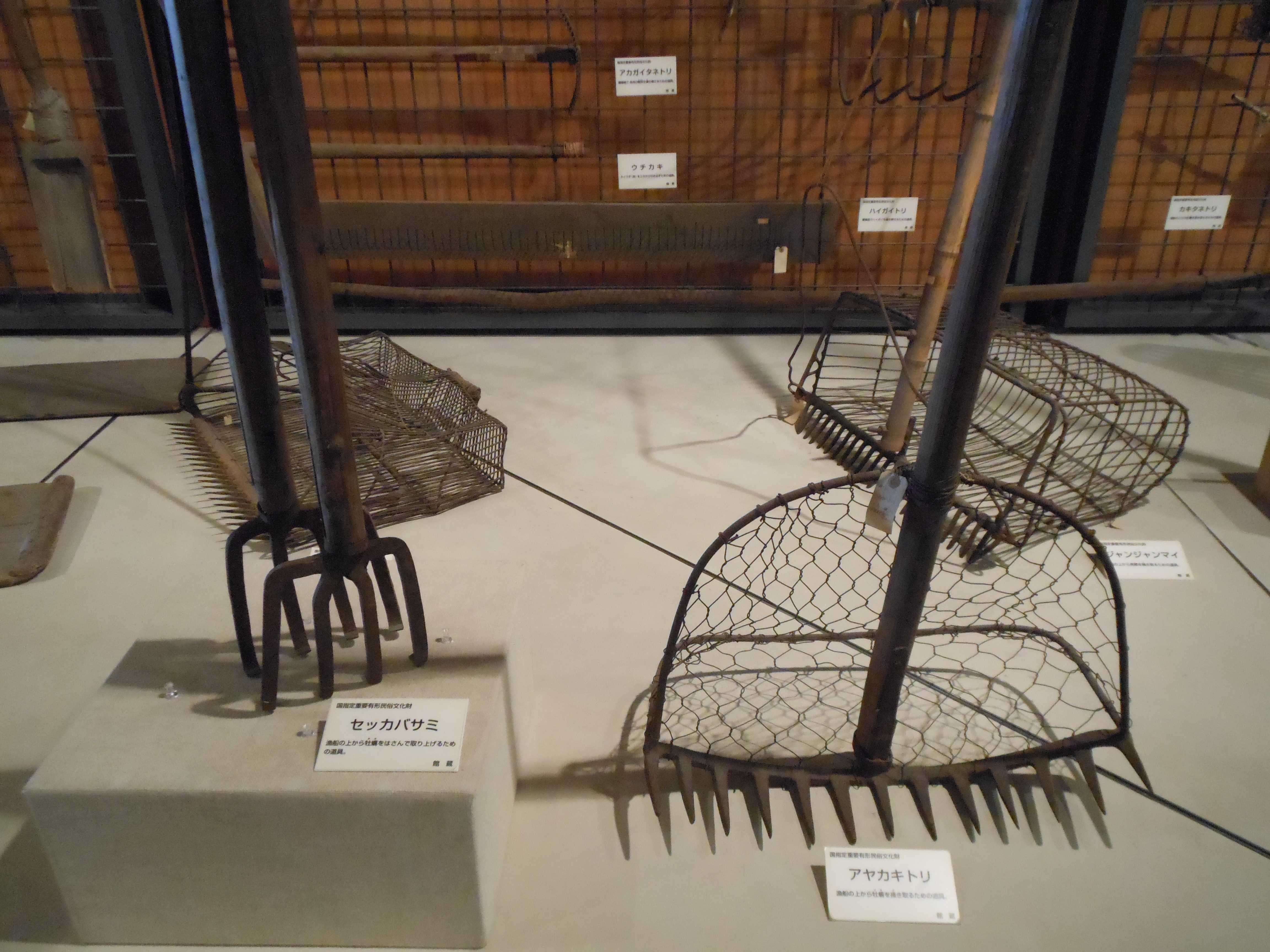
Fischereigerätschaften für das Ariake-Wattgebiert (Ariake-See) (Wichtiges Volkskulturgut)
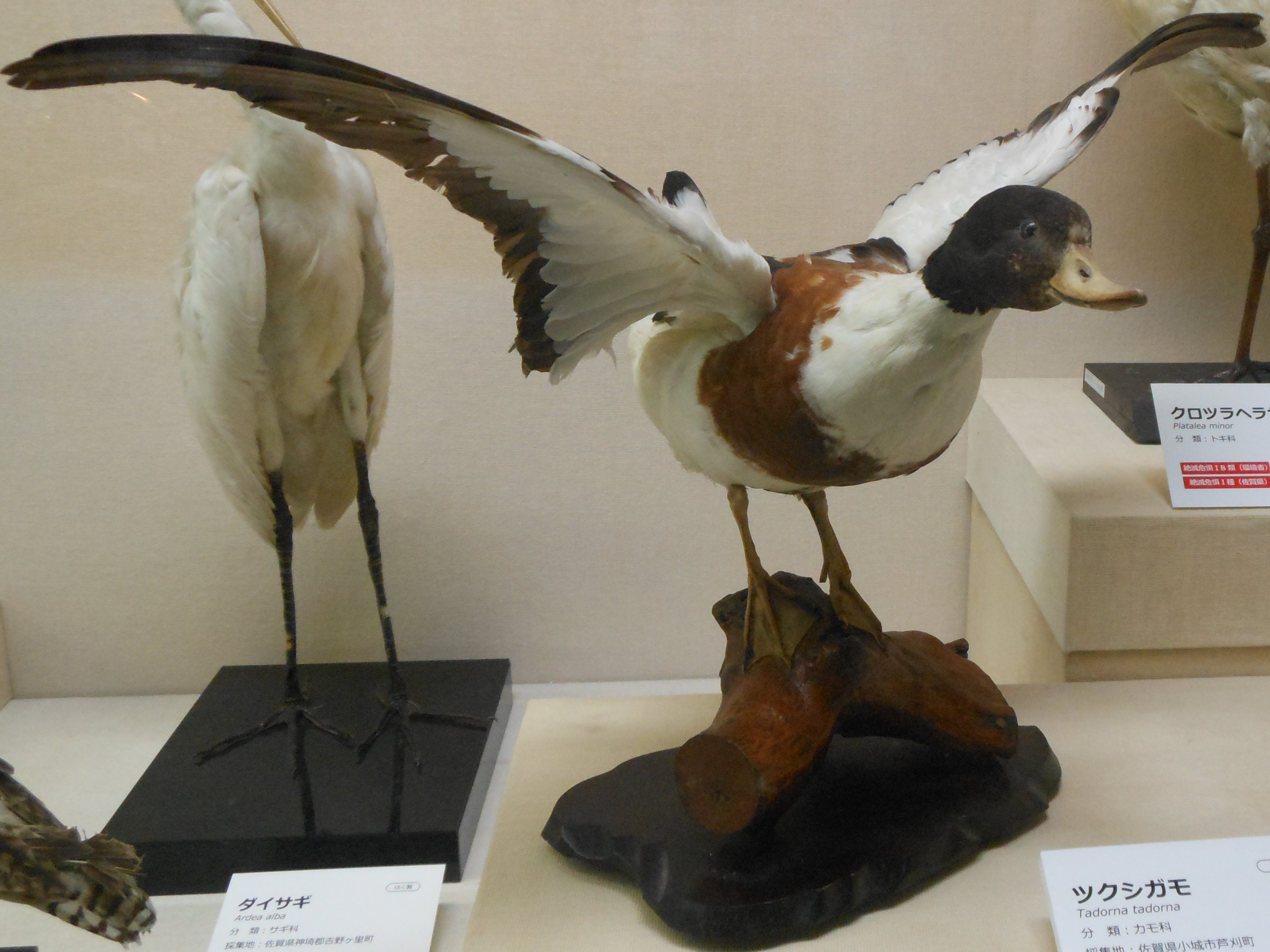
Brandgans